# Mistrzostwa Oceanii w Zapasach 2025
Mistrzostwa Oceanii w zapasach w 2025 odbyły się w dniach 20-22 marca w Pago Pago w Samoa Amerykańskim, na terenie Governor H. Rex Lee Auditorium w Utulei. W tabeli medalowej tryumfowali zapaśnicy Tonga.

## Wyniki

### Styl klasyczny
| Konkurencja         | Złoto                | Srebro           | Brąz               |
| Kategoria do 72 kg  | Tsuchika Shimoyamada | Gaku Akazawa     | ----               |
| Kategoria do 82 kg  | Bremen Leban         | Mairmuid Duffy   | Matthew Stackhouse |
| Kategoria do 87 kg  | Nolan Puletasi       | Rikki Swete      | Latana Sopa        |
| Kategoria do 97 kg  | Maikelis Latu        | Jeremiah Tipamaa | Aperaamo Loe       |
| Kategoria do 130 kg | Rodney Latu          | Michael Loyola   | Lawrence Alai      |

### Styl wolny
| Konkurencja         | Złoto          | Srebro        | Brąz                   |
| Kategoria do 79 kg  | Gaku Akazawa   | Mahdi Namdari | Mairmuid Francis Duffy |
| Kategoria do 86 kg  | Nolan Puletasi | Rikki Swete   | Bremen Leban           |
| Kategoria do 92 kg  | Shane Palemia  | Latana Sopa   | ----                   |
| Kategoria do 97 kg  | Maikelis Latu  | Aperaamo Loe  | Rodney Live            |
| Kategoria do 125 kg | Rodney Latu    | Lawrence Alai | Michael Loyola         |

### Styl wolny - kobiety
| Konkurencja        | Złoto          | Srebro                | Brąz  |
| Kategoria do 57 kg | Calre Lawler   | Jessica Lavers-McBain | ----- |
| Kategoria do 68 kg | Aniseta Acosta | Uilau Tarkong         | ----  |

## Tabela medalowa
Gospodarz mistrzostw został zaznaczony kolorem.
| Poz. | Państwo            |    |    |   | Łącznie |
| ---- | ------------------ | -- | -- | - | ------- |
| 1    | Tonga              | 4  | 0  | 0 | 4       |
| 2    | Samoa Amerykańskie | 3  | 4  | 5 | 12      |
| 3    | Samoa              | 2  | 2  | 0 | 4       |
| 4    | Nowa Zelandia      | 1  | 3  | 1 | 5       |
| 5    | Australia          | 1  | 2  | 1 | 4       |
| 6    | Wyspy Marshalla    | 1  | 0  | 1 | 2       |
| 7    | Palau              | 0  | 1  | 0 | 1       |
|      | Łącznie            | 12 | 12 | 8 | 32      |